# Kawika Shoji
Kawika Shoji (* 11. November 1987 in Honolulu) ist ein US-amerikanischer Volleyballspieler.

## Karriere
Shoji begann seine Volleyballkarriere an der Iolani High School in seiner Heimatstadt. Sein Vater trainierte die Damenmannschaft der Universität Hawaii und seine Schwester managte das weibliche Team der Stanford University. 2004 wurde Shoji erstmals in die Junioren-Nationalmannschaft der Vereinigten Staaten berufen und erhielt bei der NORCECA-Meisterschaft eine Auszeichnung als bester Zuspieler. 2007 erreichte er mit dem Team den siebten Platz bei der Junioren-Weltmeisterschaft in Marokko. Im gleichen Jahr begann der Hawaiier sein Studium der Politikwissenschaft an der Stanford University und spielte in der Universitätsmannschaft, wobei er zeitweise gemeinsam mit seinem Bruder Erik auf dem Feld stand. Er absolvierte auch einige Länderspiele mit der A-Nationalmannschaft. 2010 gewann Stanford die NCAA-Meisterschaft und Shoji wurde als Spieler des Jahres ausgezeichnet. Anschließend wechselte er zum finnischen Verein Isku Volley Tampere, mit dem er Dritter der nationalen Meisterschaft wurde. 2011 spielte er bei der Universiade und wurde vom deutschen Bundesligisten Berlin Recycling Volleys verpflichtet, wo er 2012, 2013 und 2014 Deutscher Meister wurde. Seit 2014 spielt auch sein Bruder Erik bei den BR Volleys. Zur Saison 2015/16 wechselte er zu Arkas Izmir. Mit der Nationalmannschaft gewann Shoji 2016 die Bronzemedaille bei den Olympischen Spielen in Rio de Janeiro.